# فينس بروكي
فينس بروكي (بالإنجليزية: Vince Brockie)‏ هو لاعب كرة قدم ومدرب كرة قدم بريطاني، ولد في 2 فبراير 1969 في غرينوك في المملكة المتحدة. لعب مع ليدز يونايتد ونادي دونكاستر روفرز.